# Gammaproteobacteria
Classe
Les Gammaproteobacteria sont une classe de bactéries de l'embranchement (ou phylum) des Pseudomonadota (anciennement Proteobacteria). Avec environ 250 genres c'est la plus grande des classes de Procaryotes. C'est aussi l'une des plus étudiées car elle comporte de nombreux genres d'intérêt médical, écologique et scientifique.

## Description
La classe Gammaproteobacteria a été définie en 2005 dans le Bergey's Manual of Systematic Bacteriology. Elle comprend de plusieurs ordres bactériens parmi les plus connus tels que les Enterobacterales, les Legionellales, les Pseudomonales et les Vibrionales impliquées dans la santé humaine. Cette classe regroupe des bactéries très ubiquitaires dont certaines ont été retrouvés jusque dans les nuages, pluies et brouillards,.
Les exemples suivants illustrent la diversité, l'ubiquité mais aussi l'importance médicale des Gammaproteobacteria :
- l'espèce Suttonella ornithocola (ord. Cardiobacteriales) est un pathogène aviaire qui cause des pneumonies chez certaines mésanges ;
- l'ordre des Chromatiales rassemble près de dix familles de bactéries pourpres sulfureuses qui réalisent la photosynthèse sans produire de dioxygène ;
- l'ordre des Enterobacterales comprend la plupart des bacilles Gram négatifs responsables d'infections humaines telles que la typhoïde (Salmonella enterica subsp. enterica Typhi) ou la peste (Yersinia pestis),  ainsi que plusieurs genres phytopathogènes ;
- l'ordre des Legionellales contient des bactéries telles que l'agent de la légionellose (Legionella pneumophila) ou celui de la fièvre Q (Coxiella burnetii) dont le cycle de vie passe par le parasitisme d'une cellule eucaryote ;
- l'ordre des Oceanospirillales comporte plusieurs genres de bactéries extrêmophiles halophiles, c'est-à-dire adaptées à des concentrations très élevées en sel dans leur environnement ;
- l'ordre des Pasteurellales contient d'autres genres pathogènes pour l'être humain, Pasteurella et Haemophilus ;
- l'espèce Pseudomonas aeruginosa (ord. Pseudomonadales) est un pathogène nosocomial qui pose de graves problèmes de résistance aux antibiotiques ;
- l'ordre des Thiotrichales comporte au moins deux espèces remarquables : Thiomargarita namibiensis, dont la longueur pouvant atteindre 750 µm est un record dans le monde bactérien, et Thiolava veneris qui est une extrêmophile capable de coloniser les champs de lave sous-marins peu de temps après leur refroidissement ;
- l'ordre des « Vibrionales » (en attente de publication valide) abrite l'espèce Vibrio cholerae qui cause le choléra, mais aussi Photobacterium phosphoreum qui colonise les organes luminescents des poissons et cause leur bioluminescence.

## Taxonomie
Décrites en 2005, les Gammaproteobacteria ont connu de nombreuses modifications au cours des années. En 2013, les Acidithiobacillales ont été déplacées de cette vers une nouvelle classe créée pour les contenir, Acidithiobacillia.
En novembre 2022, les Gammaproteobacteria comprennent neuf classes dont sept ayant un nom correctement validés par l'ICSP, une nécessitant un changement de nom et une autre publiée de manière invalide.

## Liste d'ordres

### Ordres validement publiés
Selon LPSN (9 juin 2025) :
- Acidiferrobacterales Kojima et al. 2015
- Aeromonadales Martin-Carnahan & Joseph 2005
- Alteromonadales Bowman & McMeekin 2005
- Arenicellales Teramoto et al. 2015
- Beggiatoales Buchanan 1957
- Cardiobacteriales Garrity et al. 2005
- Cellvibrionales Spring et al. 2015
- Chromatiales Imhoff 2005
- Enterobacterales Adeolu et al. 2016
- Immundisolibacterales Corteselli et al. 2017
- Legionellales Garrity et al. 2005
- Lysobacterales Christensen & Cook 1978
- Methylococcales Bowman 2005
- Nevskiales Naushad et al. 2015
- Oceanospirillales Garrity et al. 2005
- Orbales Kwong & Moran 2013
- Pasteurellales Garrity et al. 2005
- Pseudomonadales Orla-Jensen 1921
- Thiohalobacterales Sorokin & Merkel 2023
- Thiohalorhabdales Sorokin & Merkel 2023

### Ordres reclassés (synonymes)
Selon la LPSN (9 juin 2025) les ordres suivants ont été reclassés :
- Acidithiobacillales Garrity et al. 2005 : reclassé sous le même nom dans la classe des Acidithiobacillia
- Xanthomonadales Saddler & Bradbury 2005 : reclassé en Lysobacterales

### Ordres en attente de publication valide
Selon la LPSN (9 juin 2025) (Ca. signifie Candidatus) :
- « Ca. Comchoanobacterales » Needham et al. 2022
- « Ca. Competibacterales » Chuvochina et al. 2023
- « Ca. Foliamicales » Nguyen et al. 2023
- « Ca. Johnevansiales » Chuvochina et al. 2023
- "Magnimaribacterales" Ramfelt et al. 2024
- « Ca. Porifericomitales » Nguyen et al. 2023
- « Ca. Porisulfidales » Nguyen et al. 2023
- « Ca. Rariloculales » Nguyen et al. 2023
- « Ca. Siderophilales » corrig. Corbera-Rubio et al. 2024
- « Ca. Spongiifermentales » Nguyen et al. 2023
- « Ca. Tethybacterales » Taylor et al. 2021
- « Vibrionales » Garrity & Holt 2001

### Non classés dans un ordre
Parmi les non-classifiées, Azoamicus ciliaticola est un endosymbiote de ciliés, caractérisé par sa capacité à réaliser une dénitrification à l’intérieur de son hôte, en milieux aqueux dépourvu d'oxygène.